# يوكيهيرو ماتسوموتو
يوكيهيرو ماتسوموتو أو ماتز (بالإنجليزية: Yukihiro Matsumoto)‏ هو عالم حاسب آلي ومطور برمجيات ياباني ابتكر لغة البرمجة روبي (لغة برمجة)، حيث بدأ العمل عليها في عام 1993 واطلق أول نسخة منها في عام 199. ذكر ماتز أن السبب في ابتكاره روبي هو رغبته في لغة سكربت أقوى من من بيرل وتكون كائنية بصورة أكبر من بايثون.

## الأعمال المكتوبة
Ruby in a Nutshell ISBN 0-596-00214-9
The Ruby Programming Language ISBN 0-596-51617-7